# Trigonodes caunindana
Trigonodes caunindana är en fjärilsart som beskrevs av Embrik Strand 1920. Trigonodes caunindana ingår i släktet Trigonodes och familjen nattflyn. Inga underarter finns listade i Catalogue of Life.